# جیمز فایلز
جیمز ارل فایلز (به انگلیسی: James Files) (متولد ۲۴ ژانویه ۱۹۴۲) آدم کشی است که برای آژانس اطلاعات مرکزی و همچنین مافیا کار می‌کرده است.
جیمز فایلز می‌گوید که در سال ۱۹۵۹ به نیروی زمینی ایالات متحده آمریکا می پیوندد و به منظور «عملیات ستاره سفید» به لائوس در جنوب شرقی آسیا فرستاده می‌شود.
فایلز در زندان استیتسویل اعتراف کرد است که ترور جان اف کندی، سی و پنجمین رئیس جمهور آمریکا در شهر دالاس تگزاس یک توطئه توسط سیا و مافیا بوده است. او ادعا کرده در روز ۲۲ نوامبر ۱۹۶۳ خودش گلوله مهلک آخر را به سمت چشم جان کندی شلیک کرده ولی به دلیل اصابت هم زمان گلوله‌ای دیگر از پشت تیرش خطا رفته و با پیشانی کندی اصابت می‌کند.
جیمز فایلز افزود که او پس از تیراندازی پوکه فشنگ را با دندانش گاز زده و آن را روی لبهٔ حصار چوبی گذاشته. ۲۴ سال بعد از ترور جان اف کندی باغبانی که مشغول به کندن زمین بوده است به اتفاق این پوکه را پیدا می‌کند.
فایلز گفت که اگر این تیر مال من باشد، این یک فشنگ کالیبر ۰/۲۲۲ است و جای دندان من هم به روی آن است. محققان پس از آزمایش به این نتیجه رسیدند که علامتهای روی این تیر توسط دندان انسان به وجود آمده است.

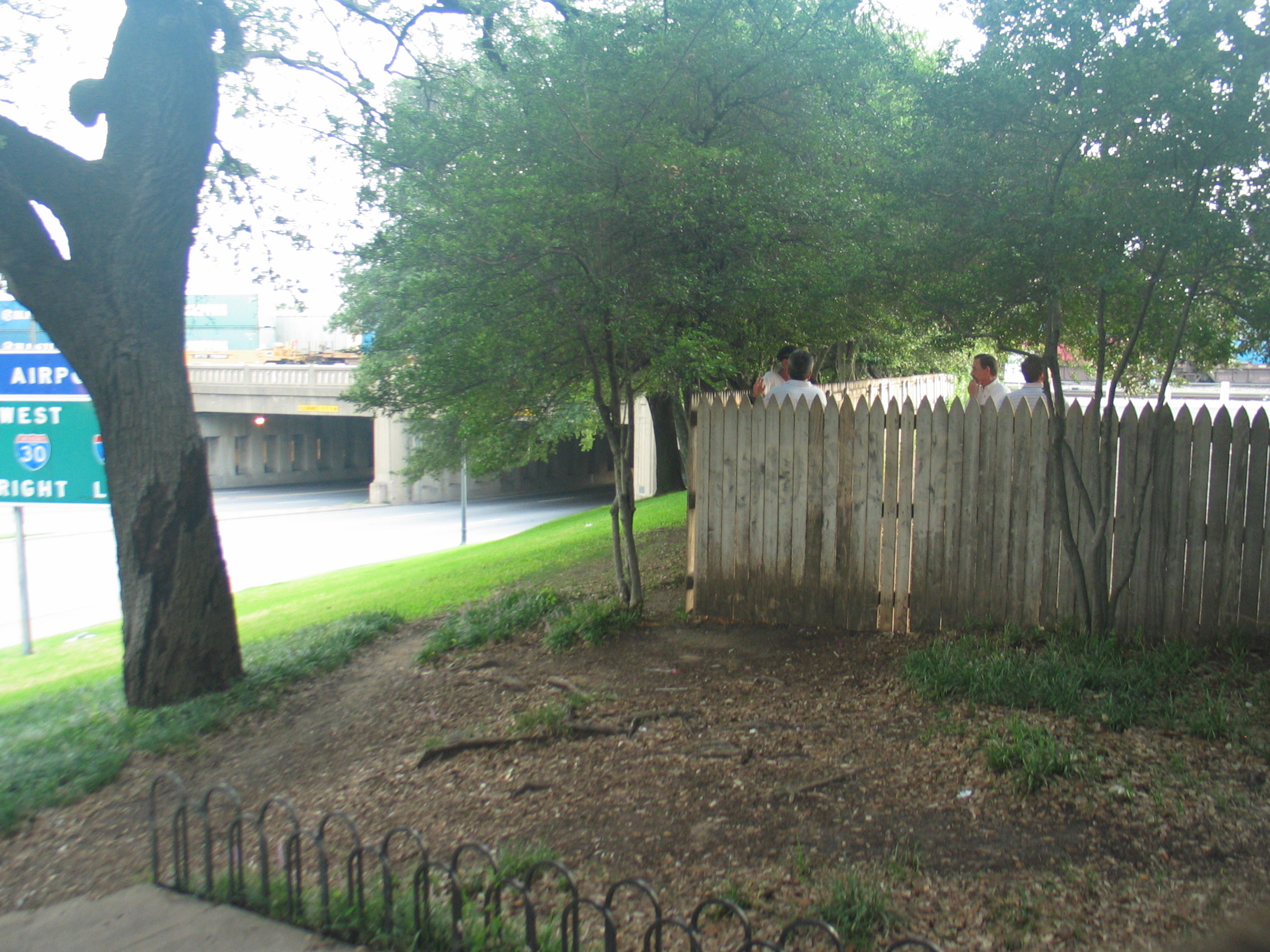
حصار چوبی که جیمز فایلز ادعا می‌کرد از آن به کندی شلیک کرده‌است.

فایلز یک داستان کامل و دقیق از تمام چیزهای که در آن روز اتفاق افتاده است ارائه داده است.